# Adalbert de Magdeburg
Adalbert de Magdeburg (Lorena, ca. 910 - Geusa, Saxònia-Anhalt, Alemanya, 20 de juny de 981), fou el primer arquebisbe de Magdeburg (Saxònia-Anhalt), apòstol dels eslaus i els russos. És venerat com a sant per diferents confessions cristianes.
Cap al 950, Adalbert treballava amb l'arquebisbe Brunó de Colònia, germà petit de l'emperador Otó I. En 953, ja era al servei del rei, i en 958 o 959, ingressà al monestir benedictí de Sant Maximi de Trèveris.
Recomanat per l'arquebisbe Guillem de Magúncia, Otó envià Adalbert en 961 en missió d'evangelització a la Rus de Kíev, ja que la regent Olga, convertida al cristianisme a Constantinoble en 957, li ho havia demanat.

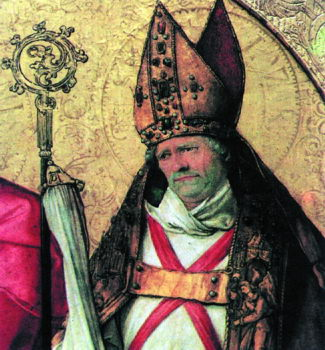
El sant en un retaule del s. XVI.

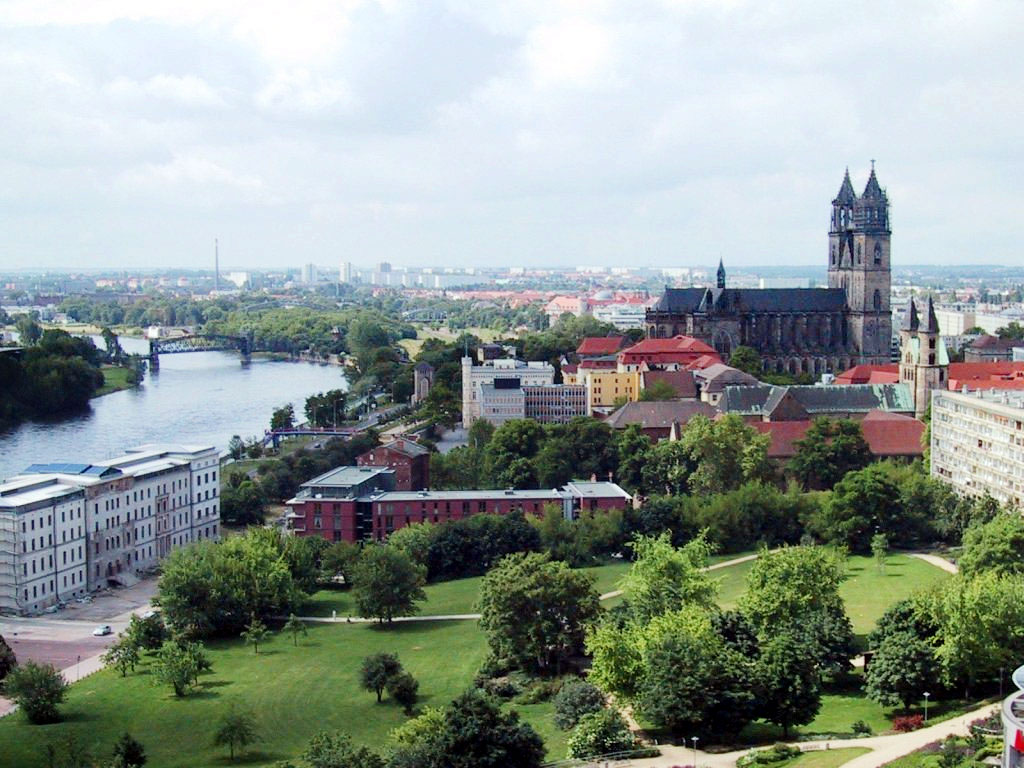
Magdeburg i la seva catedral, amb la tomba del sant.

A Kíev, però, ell fill d'Olga, Sviatoslav I, que era pagà, havia pres el poder i va ordenar massacrar la missió quan arribava a Rússia; Adalbert n'escapà per poc. Va tornar a Magúncia 962 i hi escrigué la continuació de la crònica universal de Reginó de Prüm, entre els anys 907 i 967.
En 966, Otó I el nomenà abat de Wissembourg (Alsàcia). Va adoptar la reforma monàstica a l'abadia de Gorze. En 967, acompanyà Otó a Itàlia, on fou coronat emperador. El papa Joan XIII confirmà la fundació del bisbat de Magdeburg al sínode de Ravenna l'abril de 967, i el 18 d'octubre de 968 Adalbert esdevingué el primer bisbe titular de Magdeburg, amb la missió d'evangelitzar els eslaus de més enllà de l'Elba. Com a base de les missions evangelitzadores, des de Magdeburg, Adalbert fundà les diòcesis de Naumburg, Meissen, Merseburg, Brandenburg, Havelberg i Poznań (Polònia).
El 968 fundà una escola catedralícia a Magdeburg, on estudià a partir de 972 el futur santAdalbert de Praga. Morí el 20 de juny de 981, i fou sebollit a la catedral de Magdeburg. Fou canonitzat i la seva festivitat és el 20 de juny.